# Амурський лиман
Аму́рський лима́н (рос. Амурский лиман) — передгирлова область річки Амура. Є протокою між Азією і північною частиною острова Сахаліну. На півдні через вузьку протоку Невельського і Татарську протоку сполучає Японське море з Сахалінською затокою Охотського моря. Південна межа лиману — лінія, що з'єднує мис Южний на материку з мисом Тик на Сахаліні; північна межа проходить по лінії: острів Байдукова — мис Головачова (Тамлево) на Сахаліні. Довжина близько 185 км, найбільша ширина близько 40 км, глибини 3—4,5 м. З листопада по травень вкритий кригою. Припливи неправильні добові, їх величина понад 2 м.
- Західний берег сильно порізаний, гористий і майже повністю вкритий густим лісом. Висота прибережних гір збільшується з півдня на північ від 250 до 350 м. Бухти і затоки, що вдаються в берег, сильно мілинні і мають значення лише для місцевих рибацьких суден.
- Східний берег низовинний, піщаний, слабо порізаний. Єдина гора на ньому — гора Енгич висотою 544 м, розташована у глибині Сахаліна, за 31 км на схід від мису Уаз. На північ та на південь від гори Енгич за 14—18 км від берега тягнеться ланцюг невисоких гір.

У південно-західній частині лиману є дві групи невеликих островів: острови Часті (6 островів, найбільший Піламіф) та острови Большой Чоме і Малий Чоме. Майже всі згадані острови високі, обривисті. 